# Enòmau (poeta)
Enòmau (grec antic: Οἰνόμαος; llatí: Oenomaus) fou un poeta epigramàtic grec. Va escriure un dístic sobre Eros inscrit en un vas de beure. Com que res no es coneix de la seva vida ni de la seva època, alguns erudits pensen que podria ser el mateix personatge que el filòsof Enòmau de Gàdara.